# Agatogbo
Agatogbo est un arrondissement situé dans le Sud du Bénin, dans le département du Mono et la commune de Comè, à proximité de la frontière avec le Togo. 

Il fait partie de la Bouche du Roy, l'une des 4 aires communautaires de la réserve de biosphère transfrontalière du delta du Mono. 

## Population
Lors du recensement de 2013 (RGPH3), l'arrondissement comptait 13 126 habitants, dont 2 935 dans le village d'Agatogbo.

## Éducation
Agatogbo est doté d'un collège d'enseignement général public (CEG).

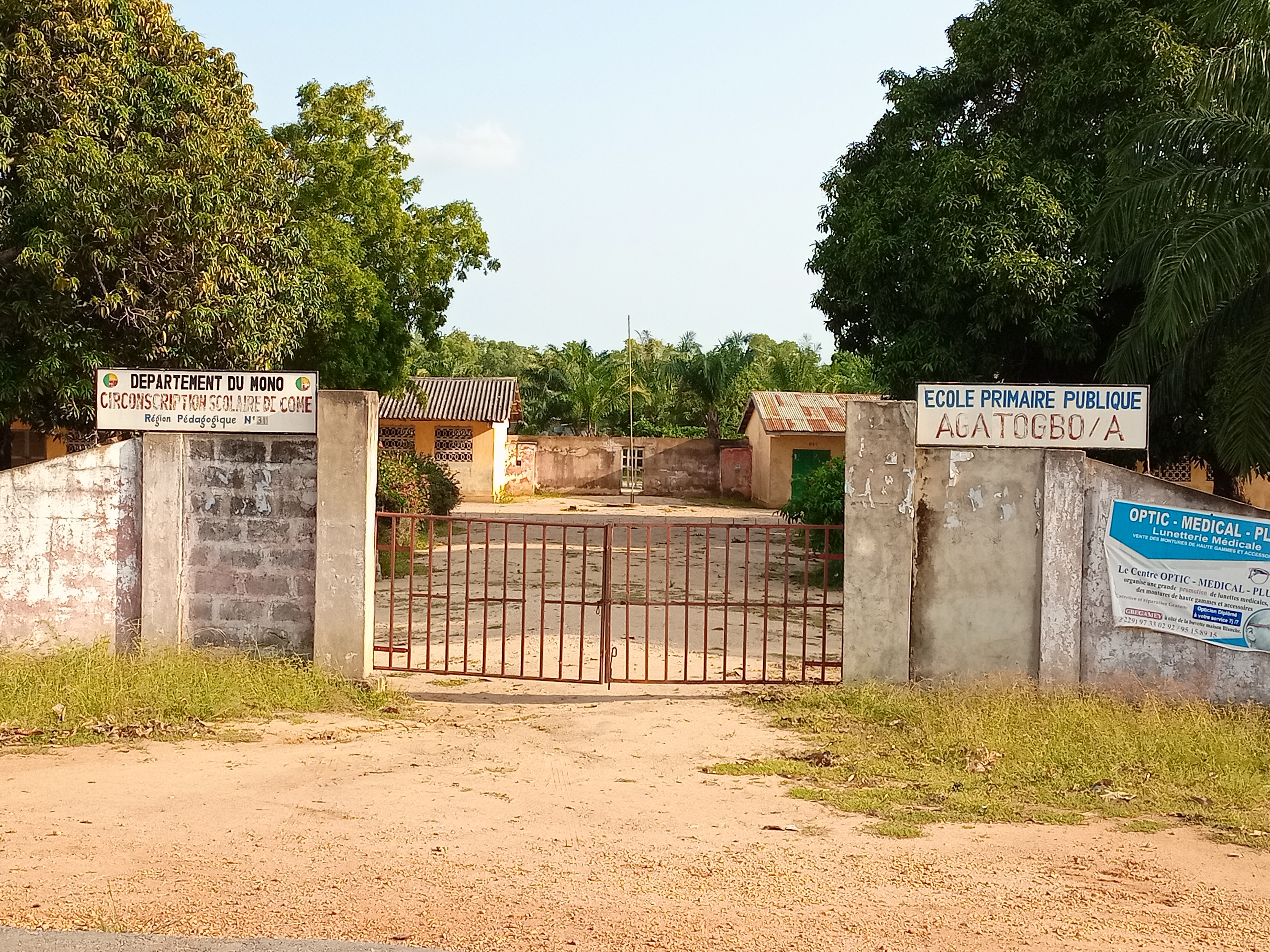
Ecole primaire publique d'Agatogbo
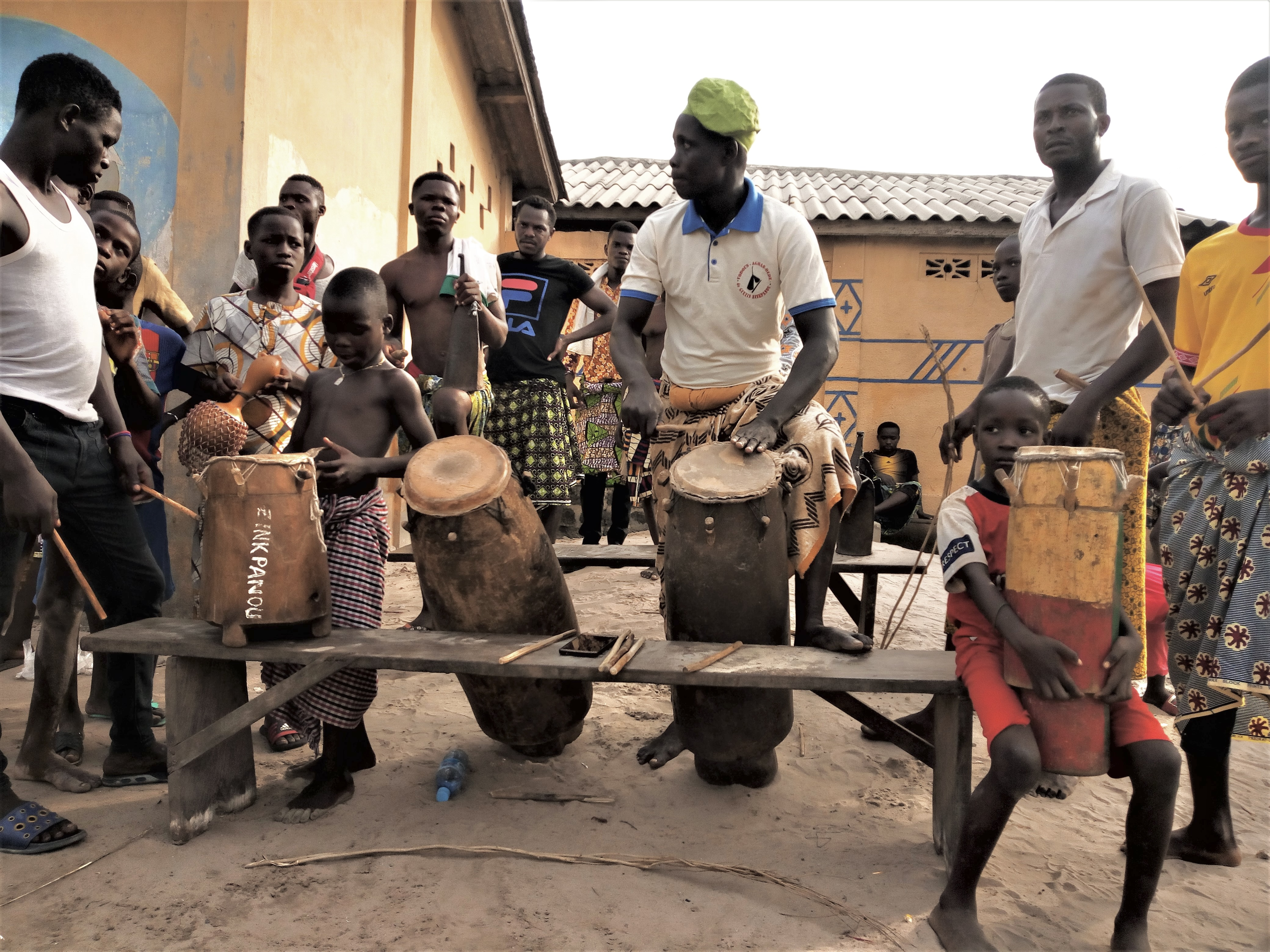
Instruments pour la danse de zangbèto à guinzin au Bénin
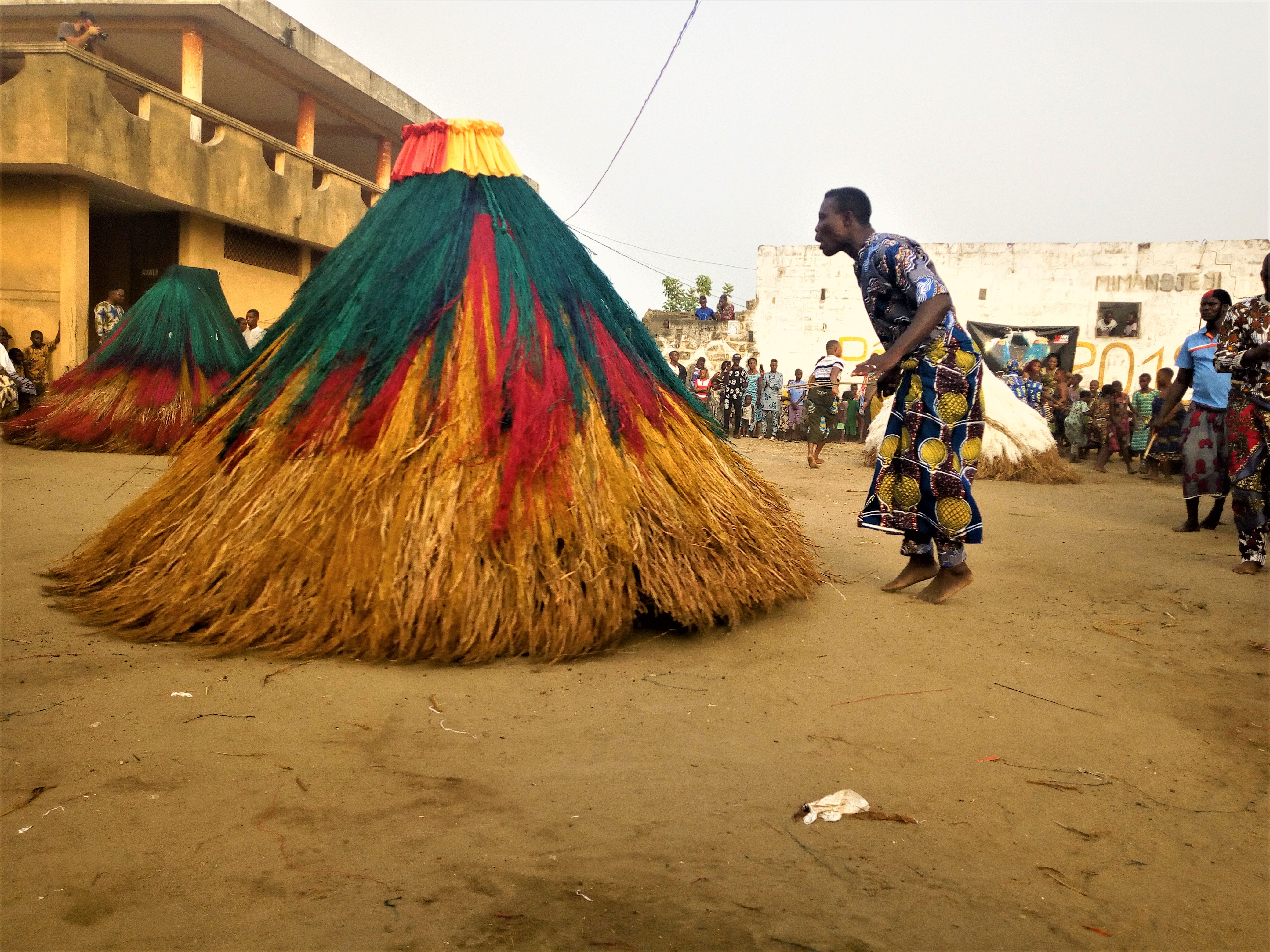
Danse du vodoun Zangbéto à guinzin au Bénin lors de la fête du 10 Janvier 2020